# Résolution 82 du Conseil de sécurité des Nations unies
Membres permanents
- Chine (Taïwan)
- États-Unis
- France
- Royaume-Uni
- URSS

Membres non permanents
- Cuba
- Égypte
- Équateur
- Inde
- Norvège
- Yougoslavie

Résolution no 81 Résolution no 83
La résolution 82 est une résolution du Conseil de sécurité de l'ONU qui a été votée le 25 juin 1950 à la suite de l'offensive de la Corée du Nord contre la Corée du Sud le 25 juin 1950, point de départ de la guerre de Corée.
L'ambassadeur soviétique n'était pas présent à ce moment-là à la suite du boycott de l'URSS contre l'ONU. L'URSS n'a pas pu utiliser son droit de veto.

## Texte
- Résolution 82 sur fr.wikisource.org
- Résolution 82 sur en.wikisource.org